# محوطه نقاره
محوطه نقاره مربوط به عصر آهن - دوره اشکانیان است و در شهرستان خرم‌آباد، بخش ویسیان، دهستان شوراب، روستای نقاره واقع شده و این اثر در تاریخ ۲۸ شهریور ۱۳۸۶ با شمارهٔ ثبت ۱۹۵۴۵ به‌عنوان یکی از آثار ملی ایران به ثبت رسیده است.